# Vierge en majesté
 (juillet 2024).
Si vous disposez d'ouvrages ou d'articles de référence ou si vous connaissez des sites web de qualité traitant du thème abordé ici, merci de compléter l'article en donnant les références utiles à sa vérifiabilité et en les liant à la section « Notes et références ».

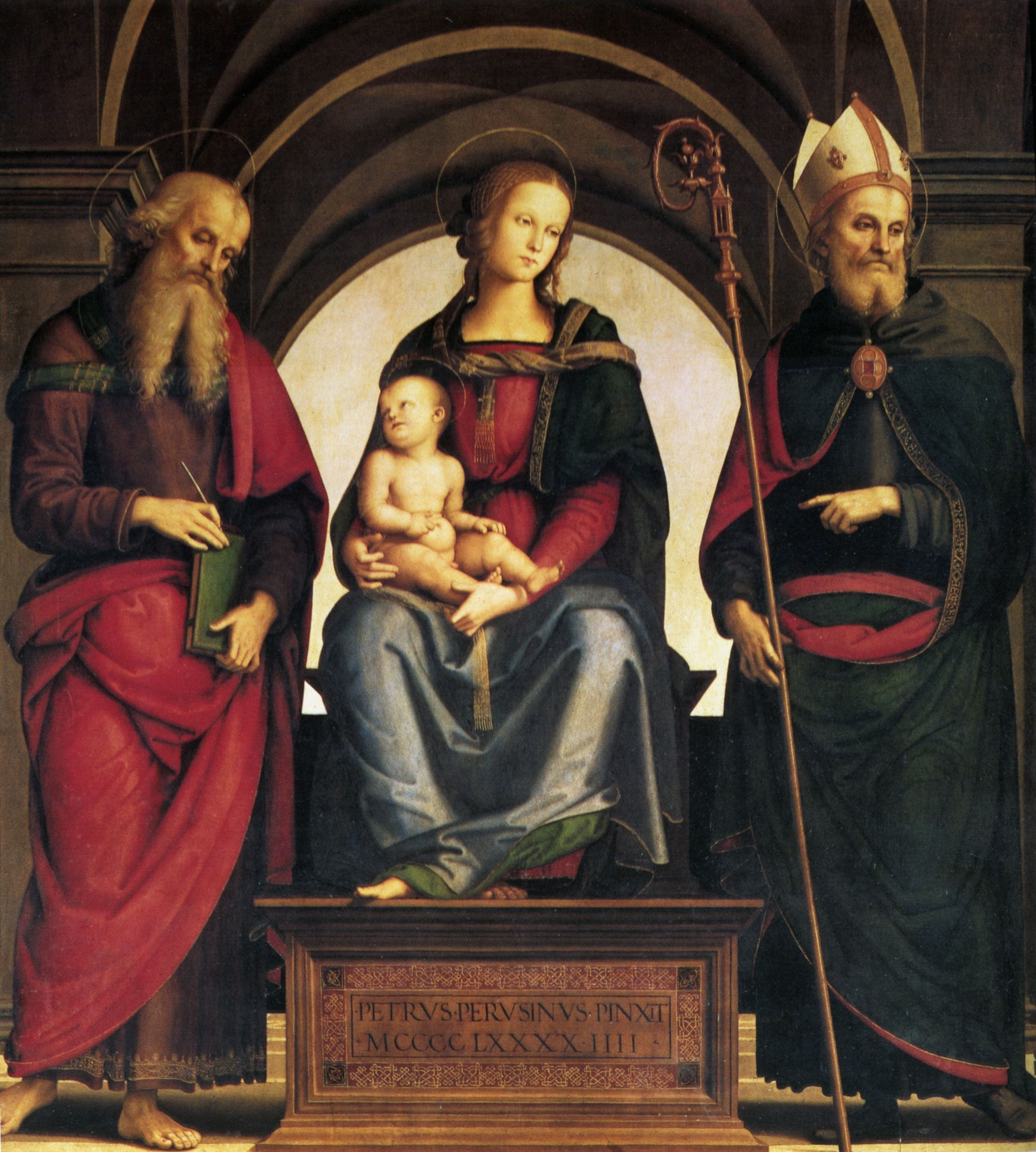
Vierge en majesté entre les saints Jean et Augustin, Le Pérugin (1494).

La Vierge en majesté (ou « de majesté »), appelée Maestà en italien (prononcé : [ma.eˈsta]), est dans l'iconographie chrétienne, une figure de la représentation artistique de la Vierge Marie figurant trônant dans le monde terrestre. À partir de 1348, la Vierge de l'humilité remplace progressivement la Vierge en majesté, la peste noire qui ravage l'Europe incitant à la création de tableaux plus humanisés.

## Peintres ayant traité le thème

### Au Duecento
- Maestà du Louvre (v. 1280), de Cimabue au musée du Louvre, à Paris.
- Maestà di Santa Trinita (1280) de Cimabue à la Galerie des Offices, à Florence
- Maestà d'Assise (v.1280-1300) de Cimabue dans la basilique Saint-François d'Assise.
- Madone Rucellai (1285), Maestà de Duccio di Buoninsegna, aux Offices dans la même salle

### Au Trecento
- Maestà di Ognissanti (~1305) de Giotto, au musée des Offices dans la même salle
- Maestà (1308) de Duccio, exposée au museo dell'Opera Metropolitana del Duomo, le musée de l'Œuvre de la cathédrale de Sienne.
- Maestà (1315) de Simone Martini exposée au Palazzo Pubblico de Sienne.
- Maestà de Lippo Memmi (1317) exposée au Palazzo Pubblico de Sienne.
- Polyptyque de Santa Reparata de Bernardo Daddi (vers 1330-1340), en grande partie exposé au musée des Offices, à Florence.
- Maestà de Cimabue, à la basilique Saint-François d'Assise. Vierge à l'Enfant, quatre anges et saint François.
- Maestà de Ambrogio Lorenzetti, au Palazzo Comunale de Massa Marittima.

### Au Quattrocento et après
Elle est systématiquement accompagnée de saints et devient une Conversation sacrée :
- Le Pérugin :
  - La Vierge à l'Enfant entre les saints Jean et Augustin
  - La Vierge à l'Enfant entre les saints Jean-Baptiste et Sébastien
  - La Vierge à l'Enfant entre les saints Pierre et Paul
  - La Vierge de Lorette
  - Retable des Décemvirs
  - Retable de Fano
  - La Vierge et l'Enfant entourés de deux anges, sainte Rose et sainte Catherine
- Raphaël :
  - Retable Colonna
  - Retable Ansidei
  - La Vierge au poisson
- Madone de Brando (~1500), de Simone da Firenze et Rocco Di Bartolomeo, au musée de la Corse, à Corte[2]

## Iconographie
La Vierge Marie accompagnée de l'Enfant est représentée trônant dans le registre terrestre, entourée d'anges (quand elle est accompagnée de figures saintes, elle est l'élément central de la terminologie précise de la Conversation sacrée). Le terme italien pour ce type de représentation est Maestà et est typique des changements opérés à la pré-Renaissance, humanisant les figures saintes en les posant dans le registre terrestre.

La Vierge et l'Enfant en majesté entourés de six anges. Cimabue, initialement à l'église San Francesco de Pise, 1275/1300.
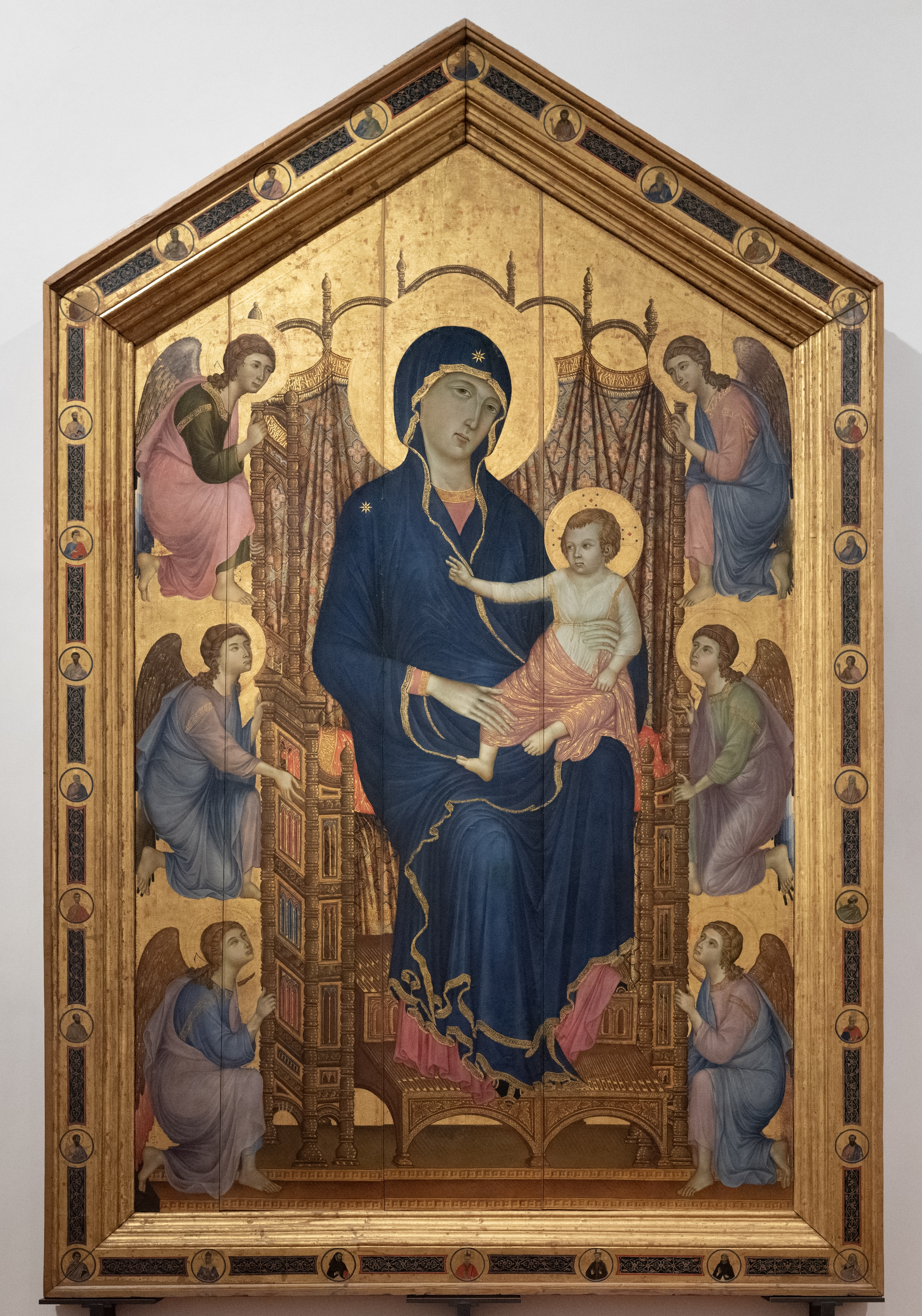
Madone Rucellai. Duccio, basilique Santa Maria Novella, Florence, vers 1285
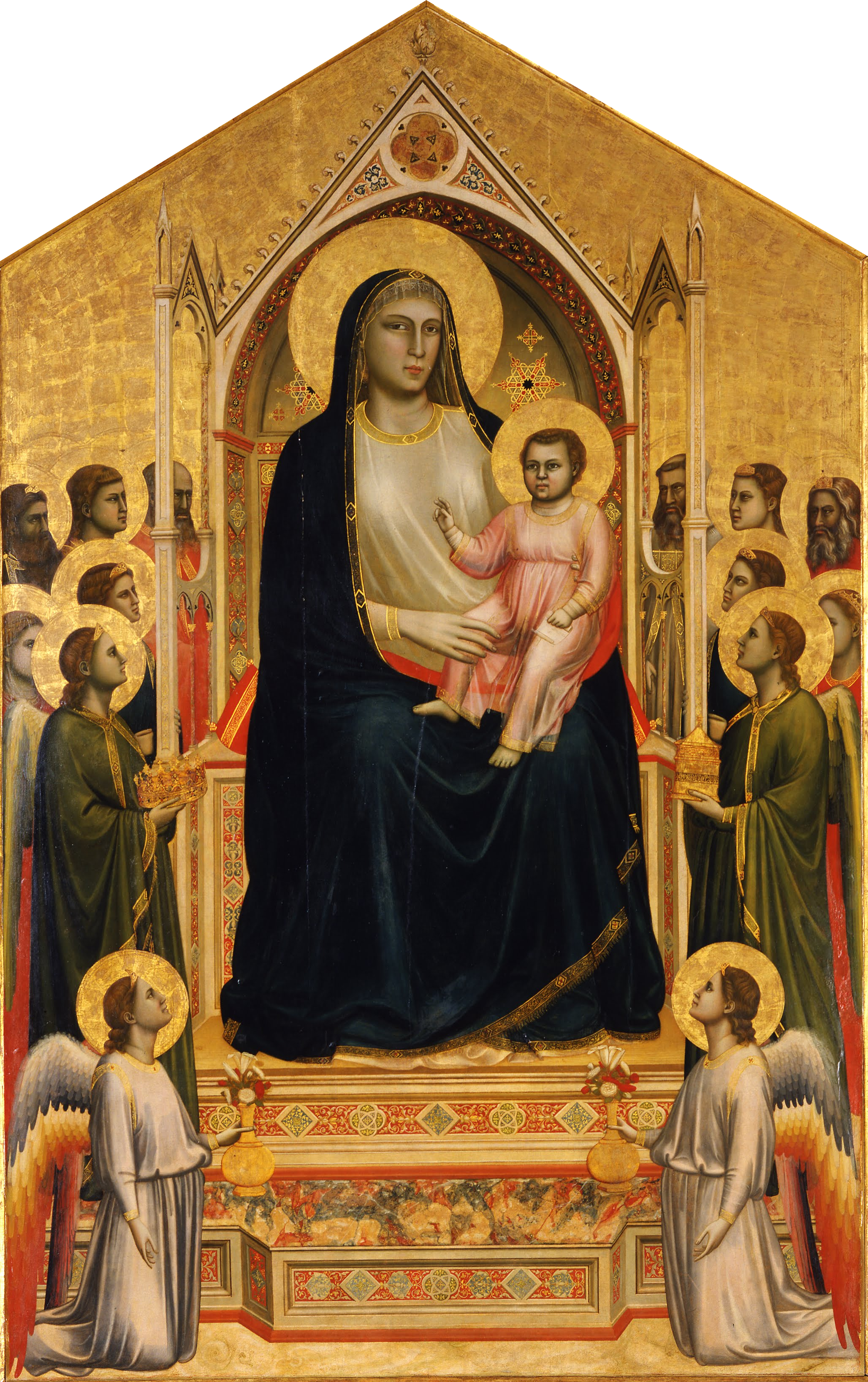
Vierge d'Ognissanti. Giotto. Église Ognissanti (Florence) vers 1310
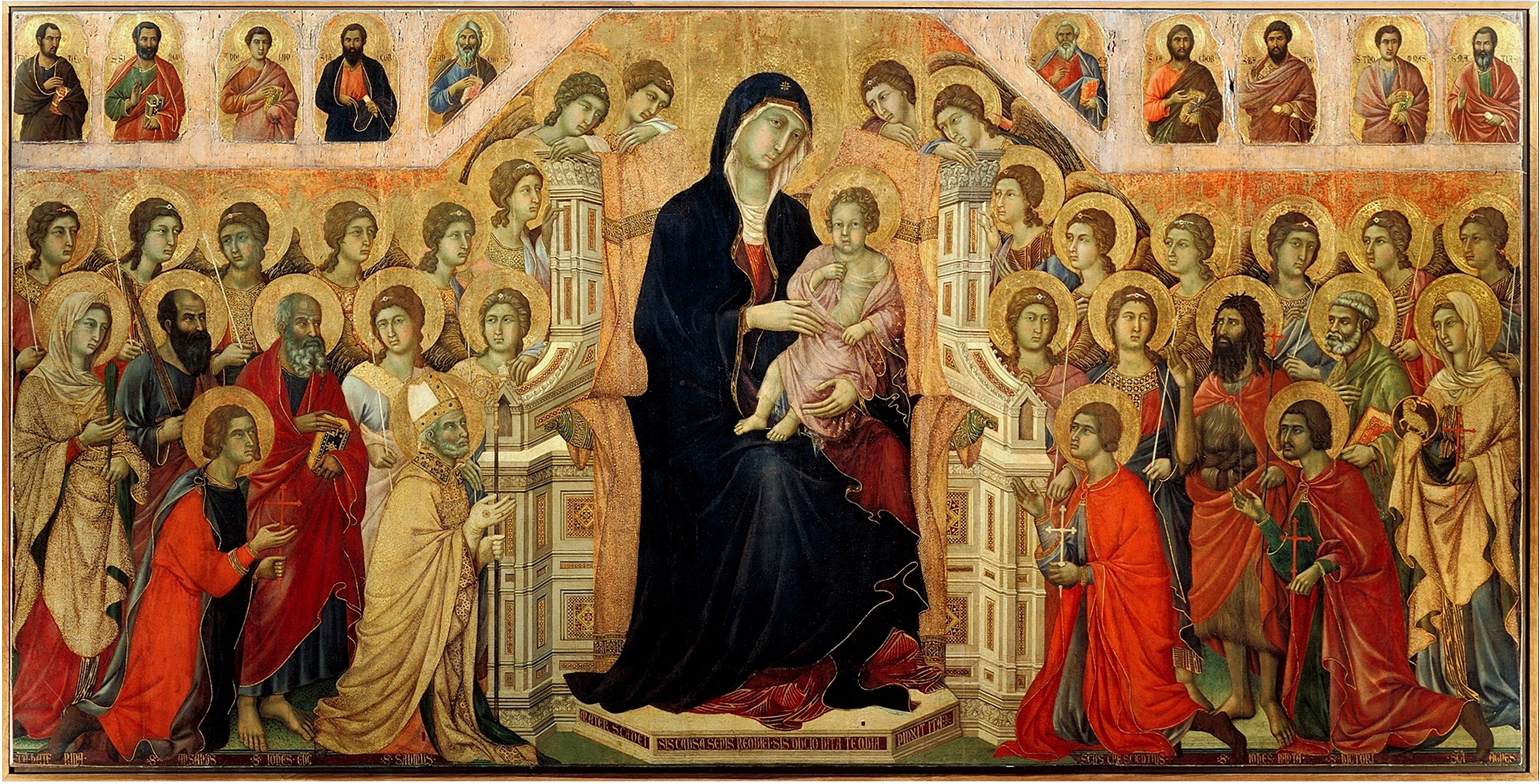
La Maestà. Duccio. cathédrale de Sienne, 1308-1311.

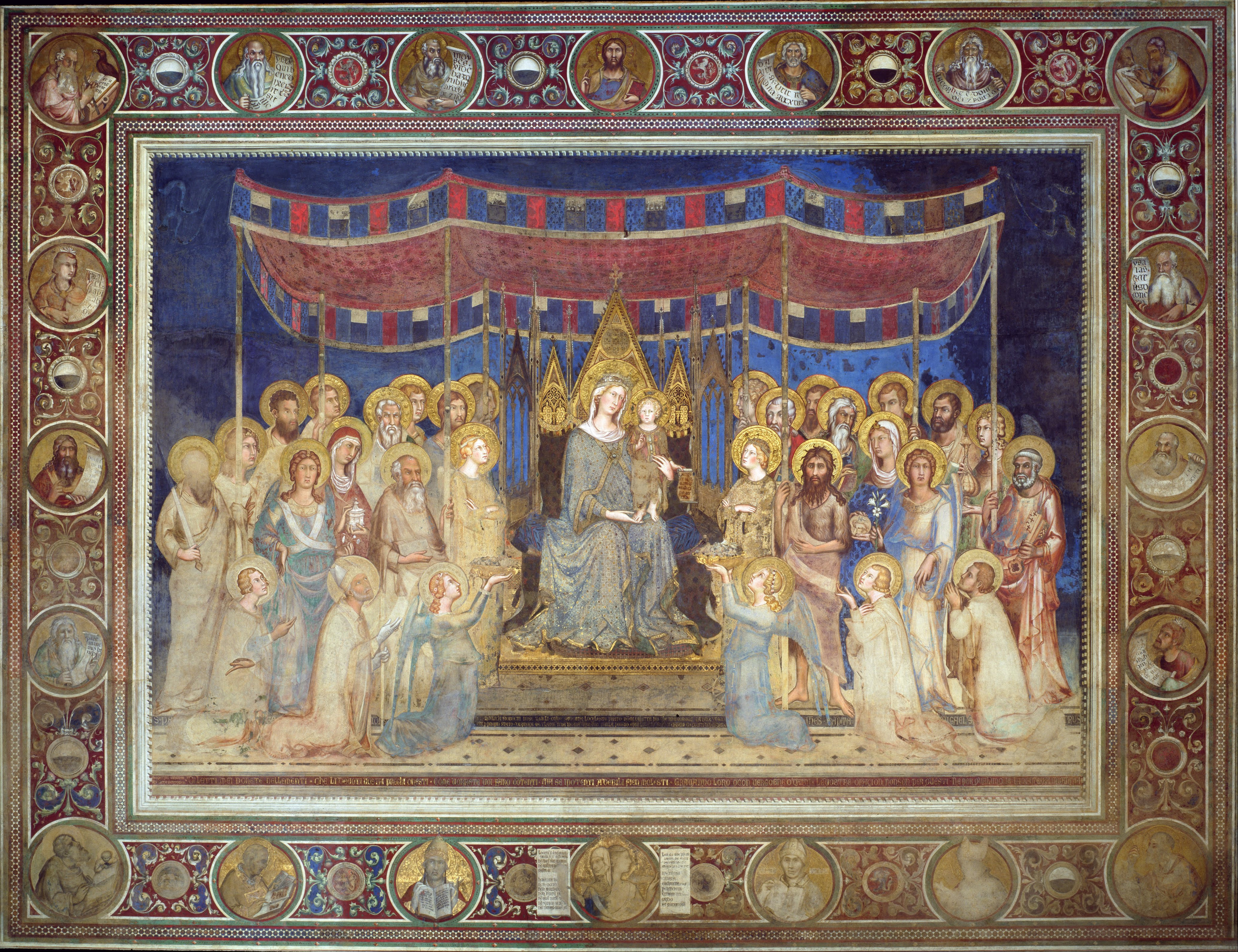
Maestà. Simone Martini. Sienne, Palazzo pubblico, 1315-1321
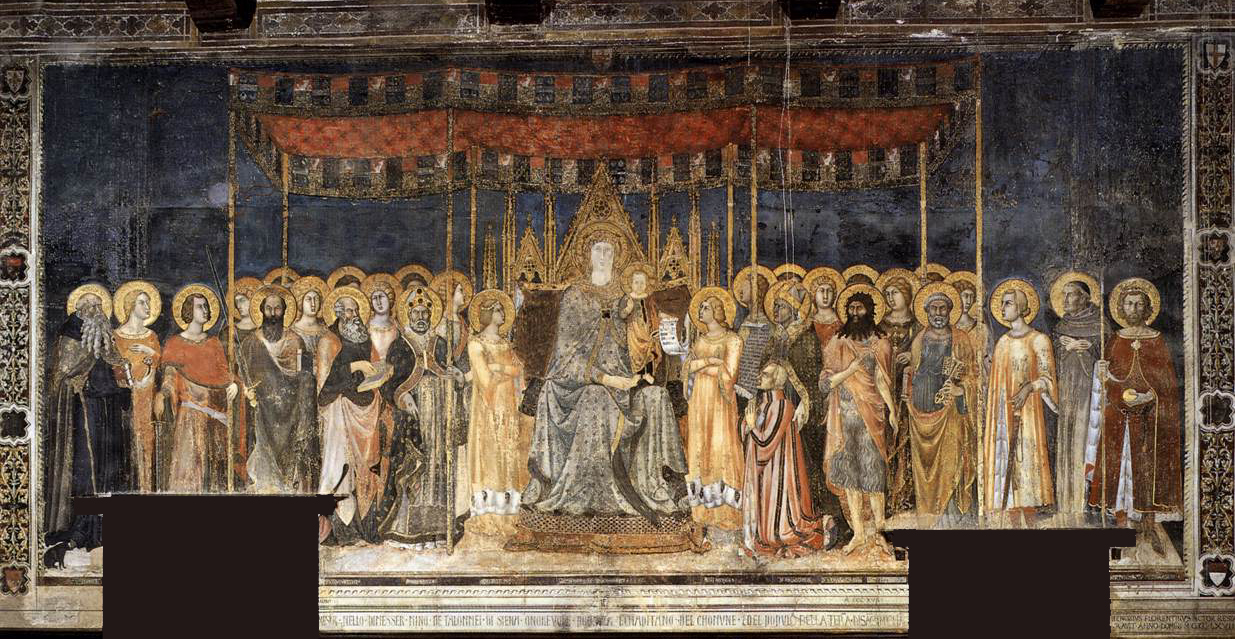
Maestà. Lippo Memmi. Palazzo comunale, San Gimignano 1317
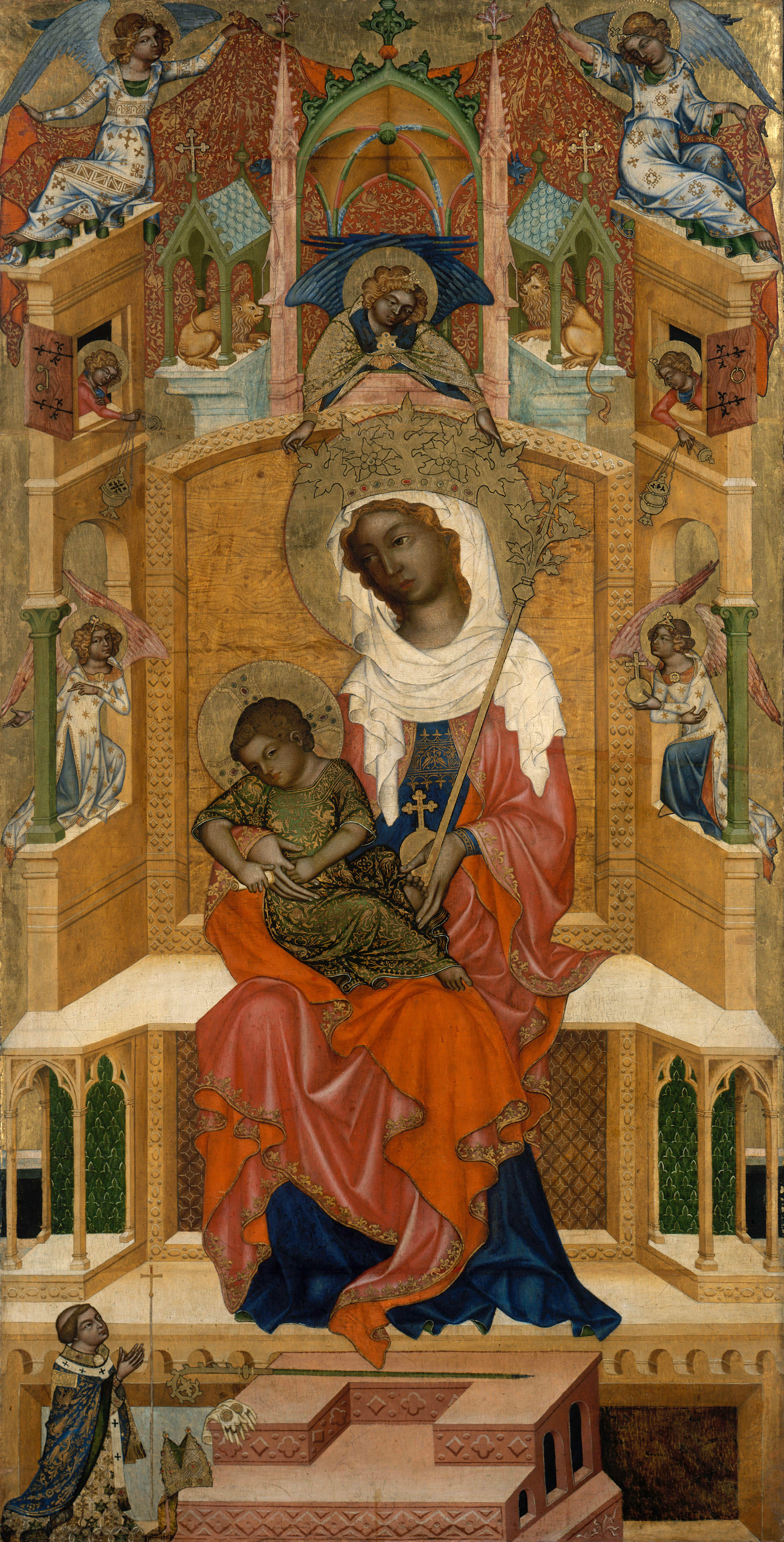
Sainte Vierge de Glatz, Maître de Bohème, vers 1350.
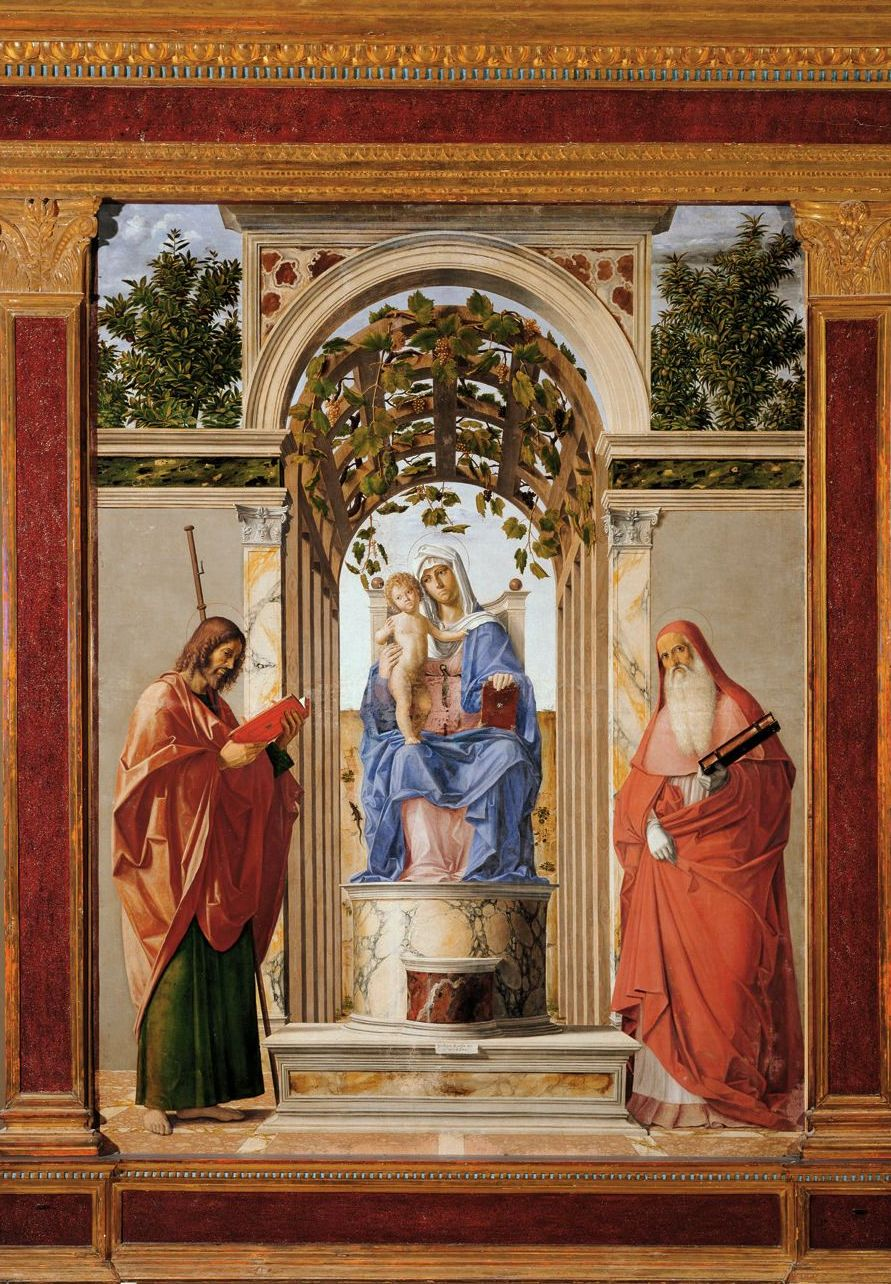
Vierge à l'Enfant trônant entre les saints Jacques l'Apôtre et Jérôme. Cima da Conegliano, 1489..